# Ifira Black Bird FC
Ifira Black Bird FC ist ein vanuatuischer Fußballklub von der Insel Ifira. Der Verein wurde 1918 gegründet und spielt in der Port Villa Premier League (PVPL), die neben der VFF Champions League die höchste Spielklasse des vanuatuischen Fußballs darstellt.

## Geschichte
In der Vereinsgeschichte konnte Ifira Black Bird bislang drei Meisterschaften in der PVPL verbuchen, erstmals 1986 und erneut 2017 und 2020. Die Meisterschaft 2017 gewann der Verein mit 31 Punkten aus 14 Ligaspielen und damit mit einem Punkt Vorsprung vor dem Vorjahresmeister Erakor Golden Star. Durch die Meisterschaft qualifizierte sich Ifira Black Bird automatisch für die PVFA Top Four Super League 2017, ein Turnier, für das sich insgesamt vier Mannschaften aus der Port Villa Premier League und der VFF National Super League qualifizieren konnten. Der Sieger dieses Turniers darf an der OFC Champions League teilnehmen. 2018 gewannen Erakor Golden Star FC vor Ifira Black Bird FC.

## Spielstätte
Die gesamte Port Villa Premier League wird im Port Villa Municipal Stadium ausgetragen.

## Erfolge
- Meister der Port Villa Premier League:
  - 1986, 2017, 2020, 2022, 2023, 2024

## Ehemalige Trainer
- Batram Suri (2014–2017)